# جمایما وست
جمایما وست (فرانسوی: Jemima West‎؛ زادهٔ ۱۱ اوت ۱۹۸۷) هنرپیشه زن انگلیسی‌تبار اهل فرانسه است. وی از سال ۱۹۹۹ میلادی تاکنون مشغول فعالیت بوده‌است.
از فیلم‌ها یا برنامه‌های تلویزیونی که وی در آن نقش داشته‌است می‌توان به ابزارهای مرگبار: شهر استخوان‌ها، خطوط ولینگتون و احساسات متحد اشاره کرد.